# Jerzy (Tarasow)
Jerzy, imię świeckie Gieorgij Wasiljewicz Tarasow (ur. 2 kwietnia?/14 kwietnia 1893 w Woroneżu, zm. 22 marca 1981 w Paryżu) – rosyjski biskup prawosławny, zwierzchnik Zachodnioeuropejskiego Egzarchatu Parafii Rosyjskich.

## Życiorys
Ukończył szkołę średnią techniczną w rodzinnym Woroneżu, po czym studiował w Wyższej Szkole Technicznej w Moskwie. Uzyskał w niej dyplom inżyniera chemika. Po ukończeniu kursu aeronautyki jako ochotnik wstąpił do armii rosyjskiej jako lotnik. W 1916 z polecenia rosyjskiego ministerstwa wojny udał się do Francji, by studiować funkcjonowanie lotnictwa wojskowego w tym kraju. Po rewolucji październikowej odmówił powrotu do kraju i zaciągnął się do armii belgijskiej, gdzie otrzymał stopień majora. W 1919 został zdemobilizowany i zamieszkał na stałe w Belgii. Pracował w zawodzie chemika w kilku przedsiębiorstwach. W 1922 ożenił się z Eugenią Freshkop.
25 marca 1928 metropolita Zachodnioeuropejskiego Egzarchatu Rosyjskiego Kościoła Prawosławnego Eulogiusz (Gieorgijewski) wyświęcił go na diakona. Tarassow nie planował przyjmowania wyższych święceń, jednak metropolita zdołał go przekonać, że mógłby służyć jako kapłan w belgijskich parafiach podległych Egzarchatowi Zachodnioeuropejskiemu, które nie miały dotąd stałego kleru. 3 lutego 1930 przyjął zatem święcenia kapłańskie i rozpoczął wykonywanie obowiązków proboszcza w parafiach św. Mateusza w Leuven i w Gandawie. W 1932 zmarła jego żona. W roku następnym zdecydował się zatem na złożenie ślubów zakonnych i już jako mnich został w 1940 proboszczem parafii św. Pantelejmona w Brukseli. Służył również w pozostałych rosyjskich parafiach w Brukseli. Kilkakrotnie był zatrzymywany przez Gestapo. Po deportacji biskupa brukselskiego Aleksandra (Niemołowskiego) do Berlina, Jerzy (Tarasow) objął jego obowiązki proboszcza parafii św. Mikołaja w Brukseli.
Po II wojnie światowej biskup Aleksander (Niemołowski), uwolniony, postanowił wrócić na stałe w jurysdykcję Rosyjskiego Kościoła Prawosławnego. Mnich Jerzy zdecydował się natomiast na pozostanie w Zachodnioeuropejskim Egzarchacie Parafii Rosyjskich. Jego nowy zwierzchnik, metropolita Włodzimierz (Tichonicki), nadał mu w 1948 godność archimandryty. 4 października 1953 został konsekrowany na biskupa pomocniczego egzarchatu z tytułem biskupa Syrakuz. Był odpowiedzialny za parafie na terytorium Belgii, Holandii, Luksemburga i RFN.
Po śmierci metropolity Włodzimierza został wybrany przez sobór egzarchatu jego nowym zwierzchnikiem. Wybór ten, dokonany 12 czerwca 1960, został 10 października tego samego roku potwierdzony przez patriarchę Atenagorasa. Jako arcybiskup egzarcha dokonywał regularnych wizyt duszpasterskich w parafiach całej struktury. W 1965, po odebraniu Zachodnioeuropejskiemu Egzarchatowi Parafii Rosyjskich statusu autonomicznego i podporządkowaniu go Greckiej Metropolii Francji, arcybiskup Jerzy podjął z patriarchą Atenagorasem dyskusję na rzecz przywrócenia egzarchatowi dawnego statusu. W 1966 poparł go w tym zakresie zjazd duchowieństwa i wiernych struktury, co skłoniło hierarchę do jednostronnego – niekanonicznego – ogłoszenia autonomii na dotychczasowych zasadach. Dopiero w styczniu 1971 patriarcha Atenagoras doszedł z nim do porozumienia, zgadzając się na postulaty wiernych rosyjskich, co oznaczało przywrócenie łączności kanonicznej.
Wspierał powstawanie parafii francusko- i niderlandzkojęzycznych w Belgii. Zmarł w 1981 w domu metropolitalnym przy soborze św. Aleksandra Newskiego w Paryżu. Został pochowany w podziemiach cerkwi Zaśnięcia Matki Bożej w Sainte-Geneviève-des-Bois, w tym samym grobie, co metropolita Eulogiusz (Gieorgijewski).